# Suzuki Alto Lapin
El Suzuki Alto Lapin (スズキ・アルトラパン, Suzuki Aruto Rapan) és un kei car de la marca japonesa Suzuki. El Alto Lapin ha vingut sent produït des de 2002 i actualment i des de 2015 es troba a la seua tercera generació. Aquest model només es produeix per al mercat domèstic japonés. Des de 2002 fins a 2008, la primera generació, va ser comercialitzada també per la marca Mazda amb el nom de Mazda Spiano. El Suzuki Alto Lapin està basat en el model estrela dels kei car Suzuki, el Suzuki Alto. El nom del model fa referència a la relació d'aquest amb el Suzuki Alto i el mot Lapin vol dir "conill" en francés.

## Primera generació (2002-2008)

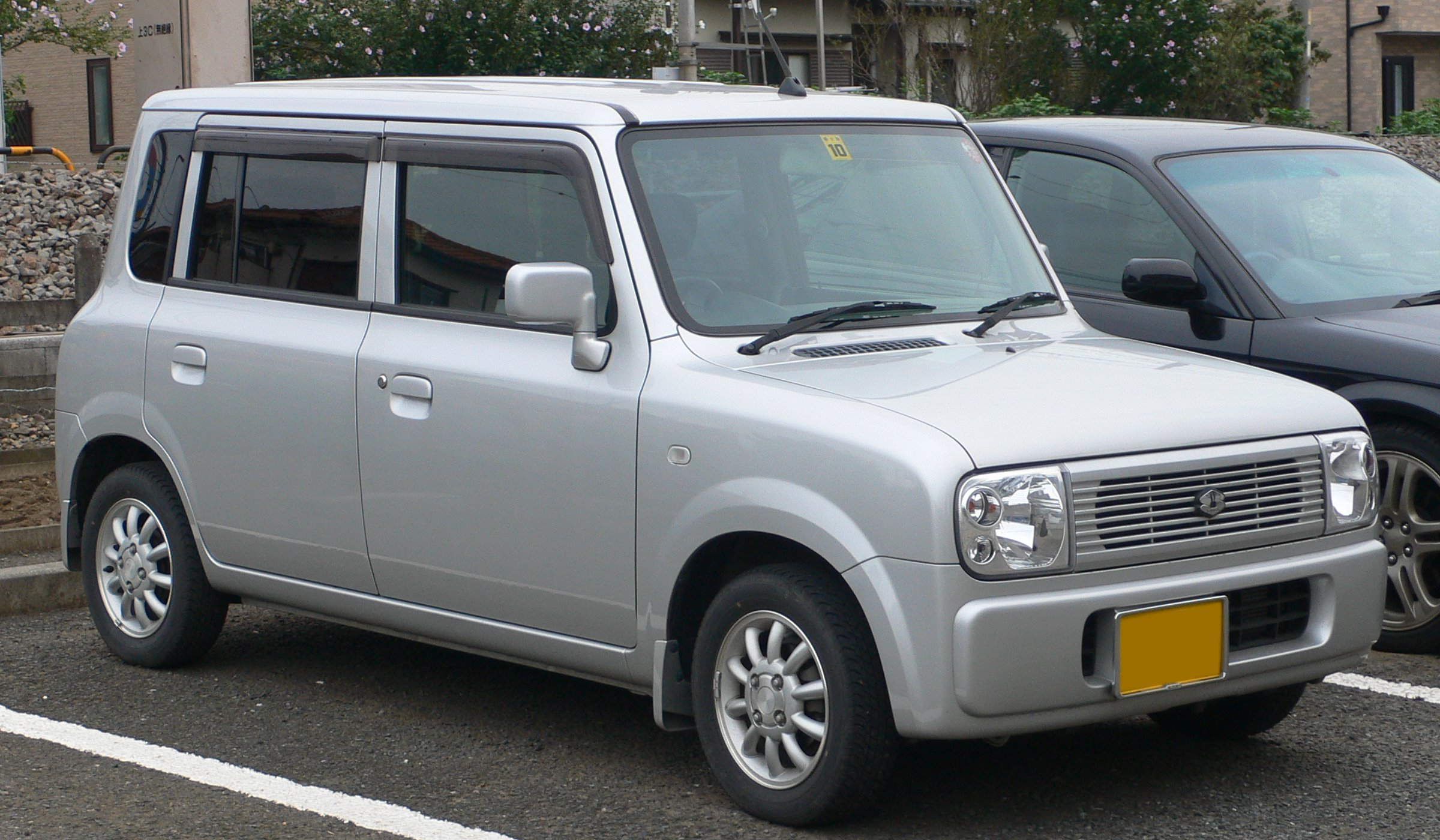
Alto Lapin (2002)

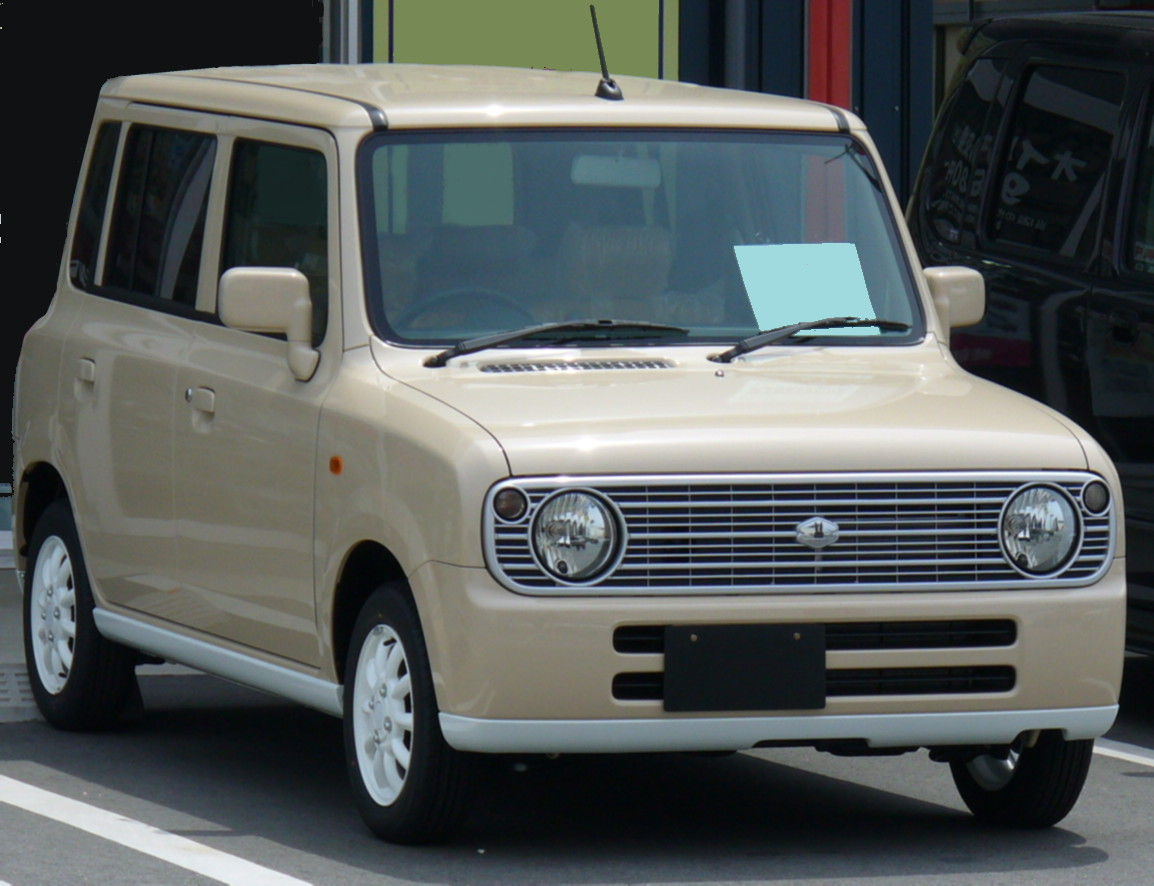
Alto Lapin reestilitzat (2007)

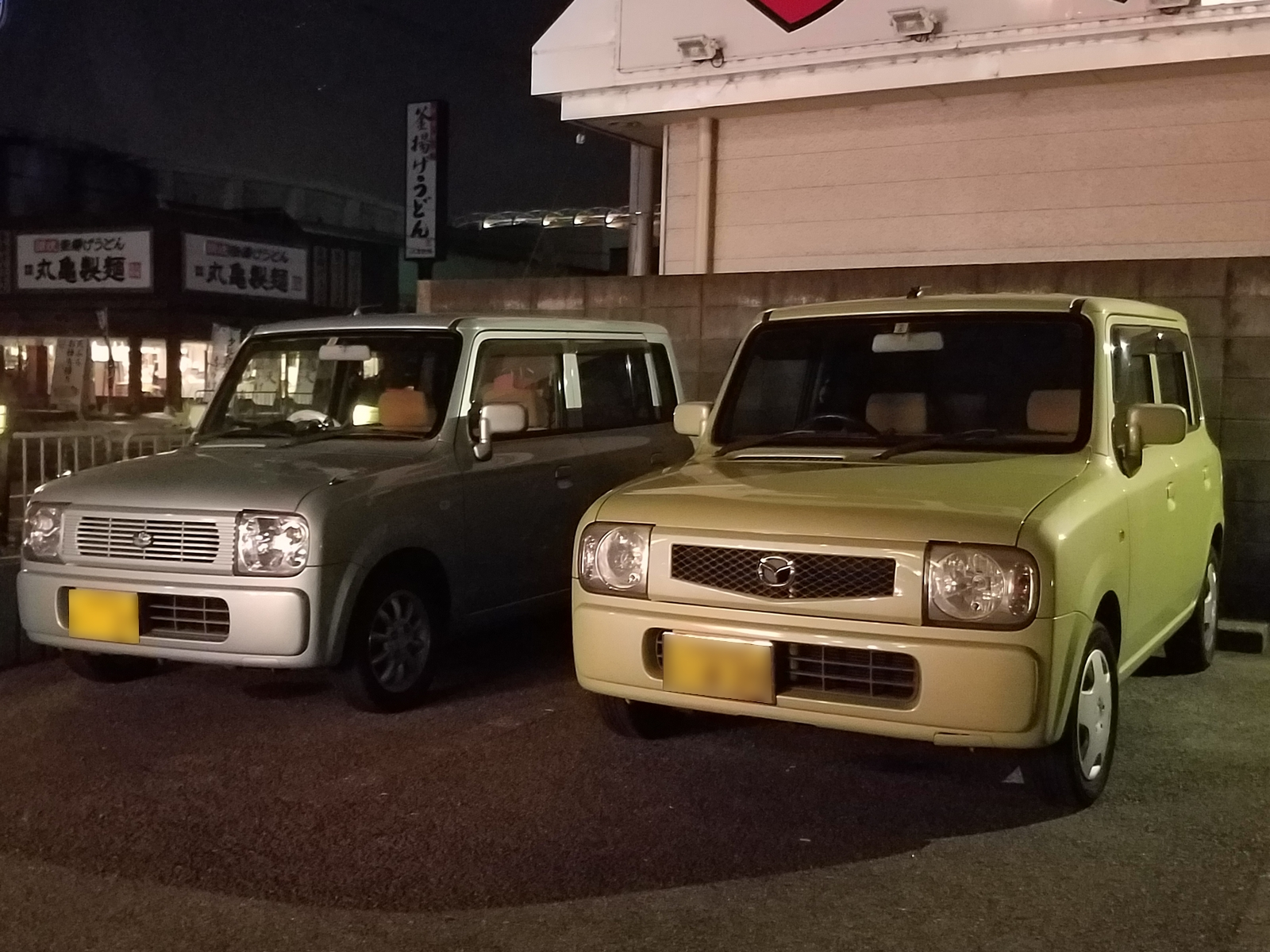
Alto Lapin (2002)

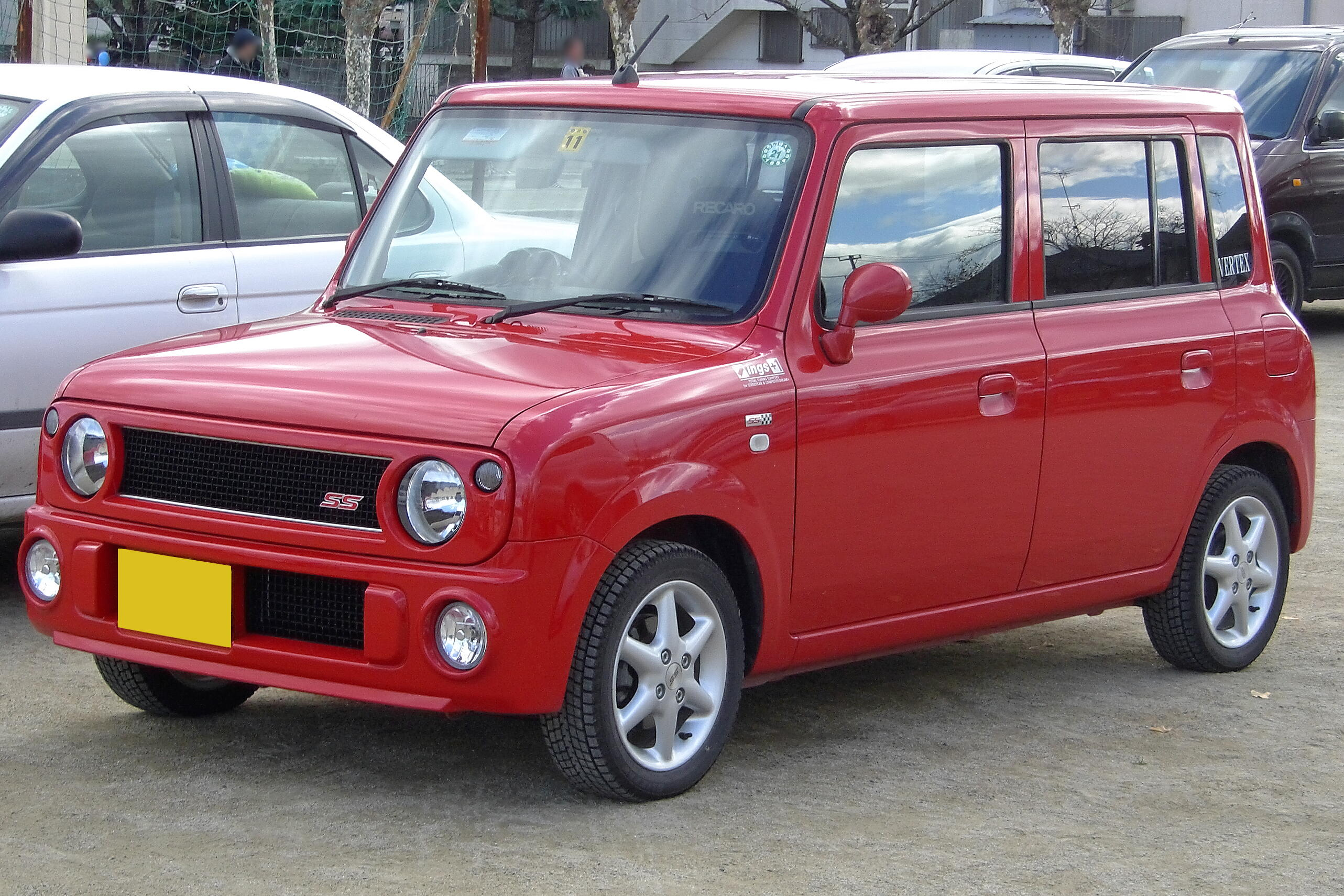
Alto Lapin SS

La primera generació de l'Alto Lapin va ser presentada el gener de 2002 amb tres versions: "G", "X" i "X2". El model duia un motor de producció pròpia de 660 cc atmosfèric de 54 cavalls de potència amb tracció al davant o tracció a les quatre rodes. La transmissió es tractava d'una caixa automàtica de quatre velocitats.
A l'octubre del 2002, Suzuki llança al mercat la versió "Turbo". Es tracta d'una versió amb turbocompressor que fa que el cotxe arribe als 60 cavalls i amb una caixa de transmissió manual de cinc velocitats. El setembre de 2003 es presenten dues noves versions, la "L" i la "SS", de caràcter esportiu. A l'octubre de 2004 es deixa de produir la versió "L". El desembre de 2005 es deixa de produir amb el sostre descapotable. L'abril de 2006 es presenta la nova versió "L" amb uns fars davanters de forma redona. La versió "X2" es deixa de produir. El maig de 2007 es fa un re-estilitzat del model, amb una nova graella davantera i altres canvis menors. El 25 de novembre de 2008 finalitza la producció de la primera generació de l'Alto Lapin.

## Segona generació (2008-2015)

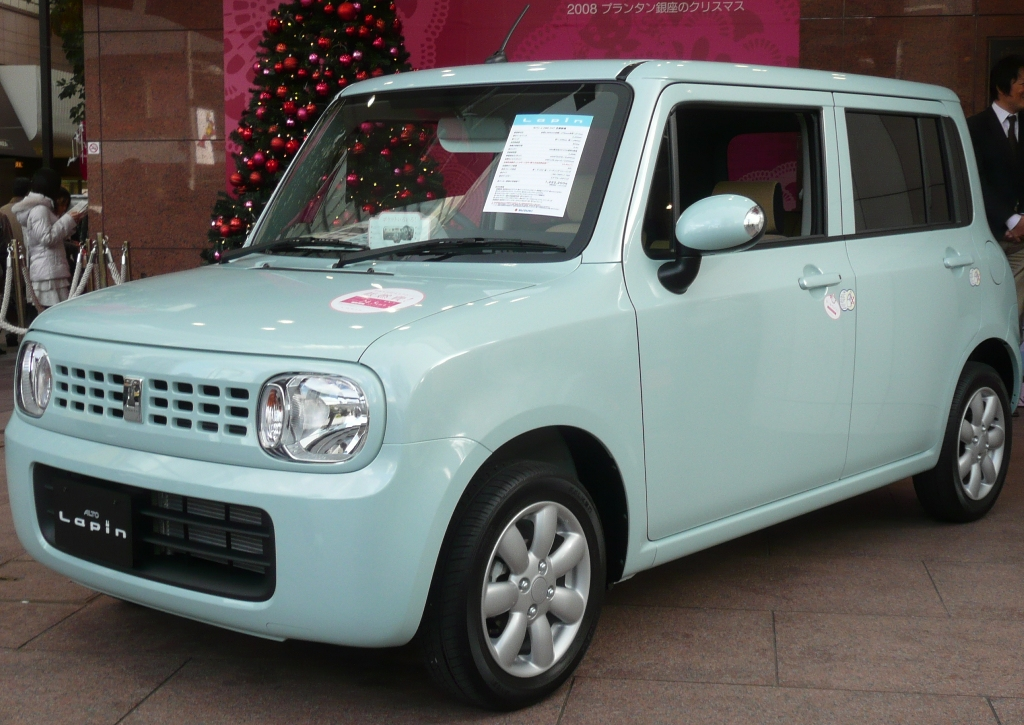
Alto Lapin II (2008)

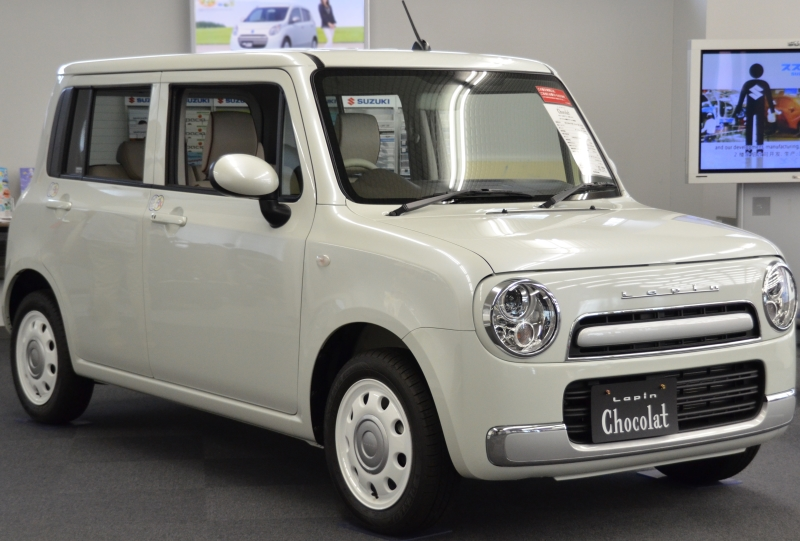
Alto Lapin Chocolat (2013)

La segona generació de l'Alto Lapin va ser presentada el novembre de 2008 amb quatre versions: "G", "X", "T" i "TL". Aquesta generació va comptar amb la mateixa motorització que l'anterior, tot i que es va afegir una transmissió CVT i es va deixar d'oferir la manual.
El maig de 2010 tots els models passen a tindre transmissió CVT i es deixa d'oferir les transmissions automàtiques de quatre marxes que duia ja la primera generació. L'agost del mateix any es presenta la segona versió d'aquesta generació i el maig de 2012 es presenta la tercera versió. El 2013 es presenta l'Alto Lapin Chocolat, una versió amb acabats diferents, tant interiors com a exteriors de caràcter més vintage. El 2 de juny de 2015 finalitza la producció de la segona generació de l'Alto Lapin.

## Tercera generació (2015-present)

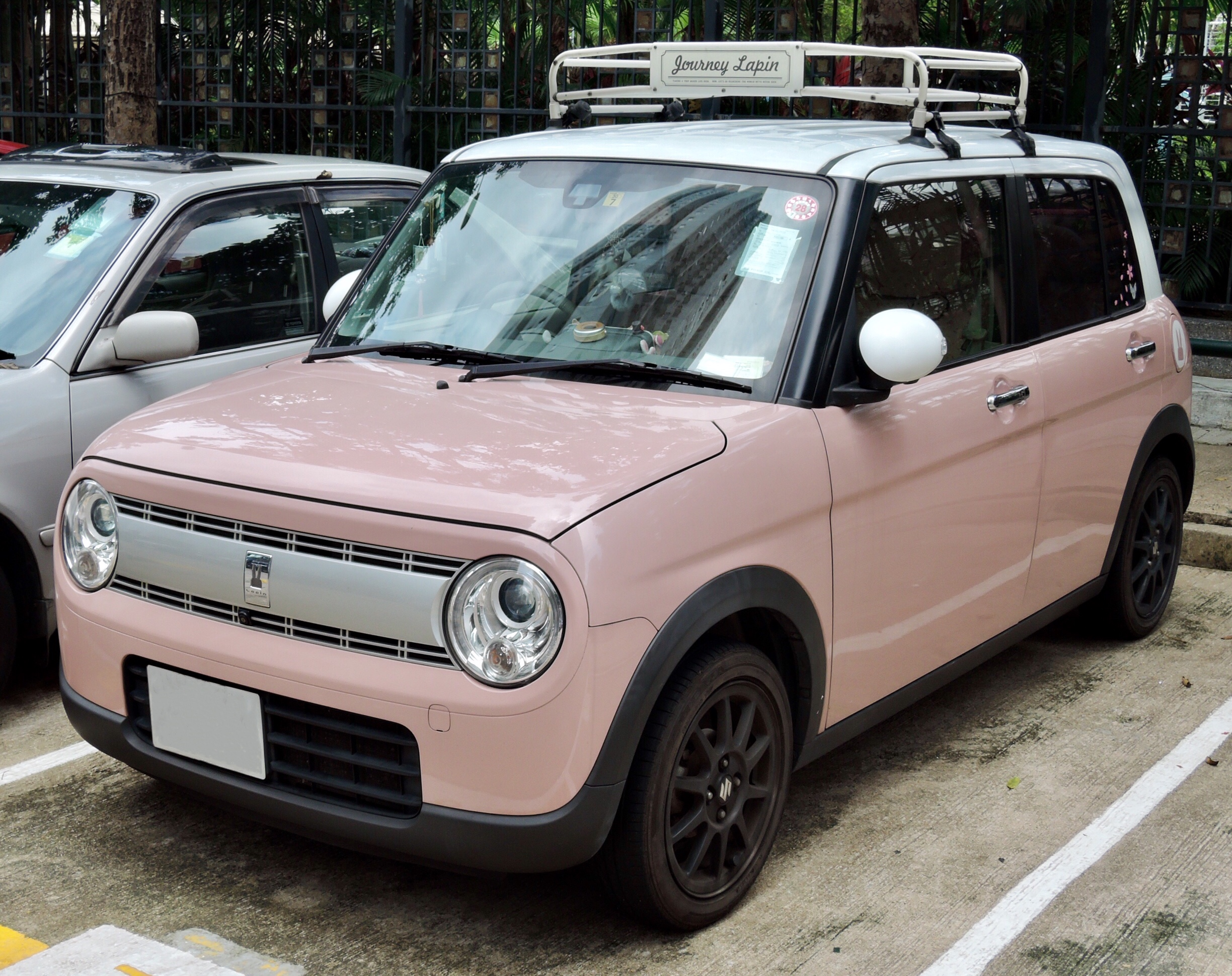
Alto Lapin III (2015)

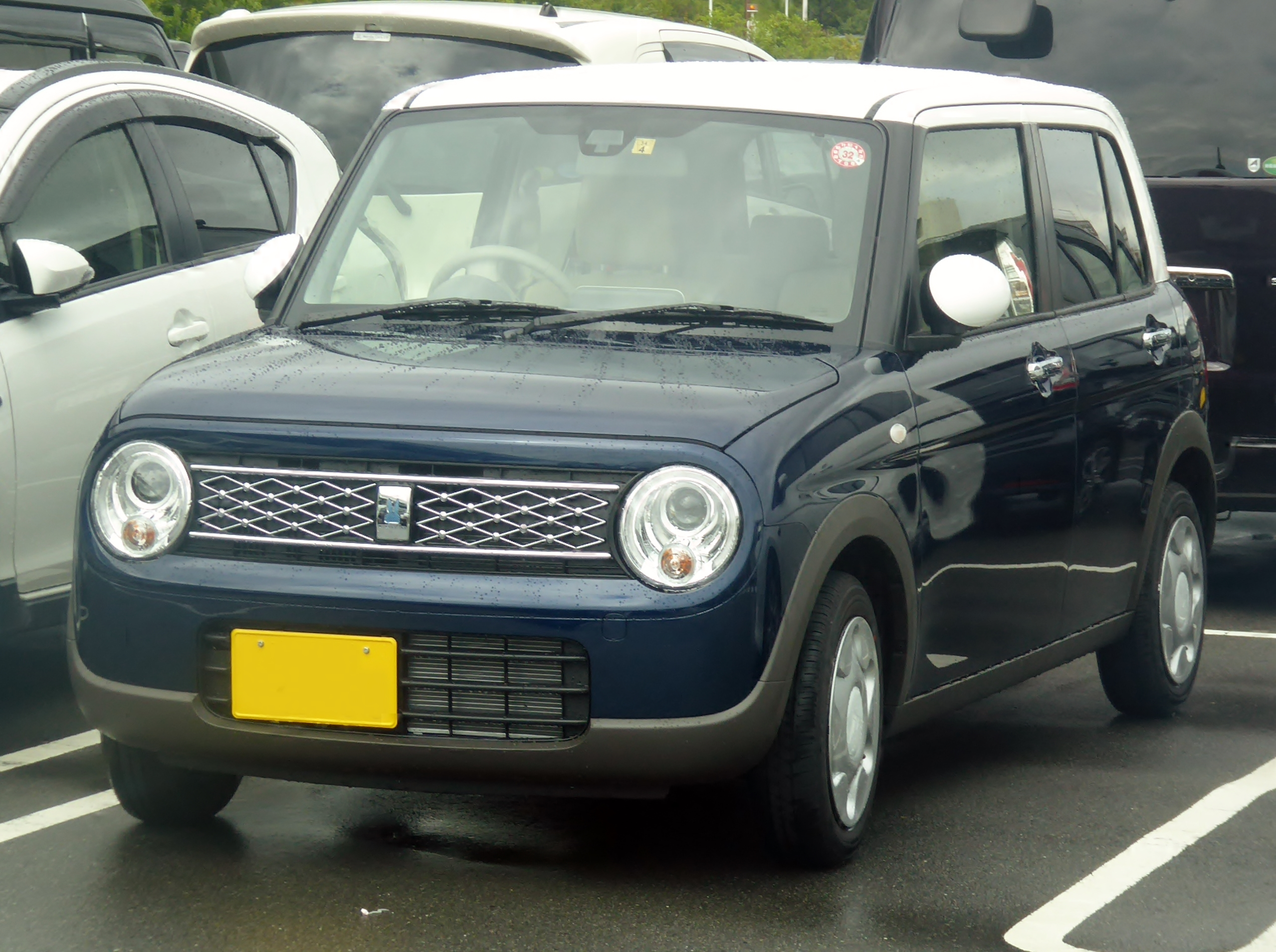
Alto Lapin MODE (2019)

La tercera generació de l'Alto Lapin va ser presentada el juny de 2015 amb quatre versions: "G", "L", "S" i "X". En aquesta tercera generació tornen a oferir-se una caixa de transmissió manual de cinc velocitats, en concret per a la versió "G". La resta de versions equipen una caixa CVT.
El desembre de 2018, Suzuki presenta l'Alto Lapin MODE, una variant de l'Alto Lapin comú que es distingeix d'aquest per un estilisme diferent, amb pintures, tapissats i detalls de carrosseria propis.